# Ascidia pacifica
Ascidia pacifica är en sjöpungsart som beskrevs av author unknown. Ascidia pacifica ingår i släktet Ascidia och familjen Ascidiidae. Inga underarter finns listade i Catalogue of Life.